# منتخب التشيك لكرة القدم الشاطئية
منتخب التشيك لكرة القدم الشاطئية  هو ممثل التشيك الرسمي في المنافسات الدولية في كرة قدم شاطئية ، يديريه اتحاد جمهورية التشيك لكرة القدم.